# Gabriel Liiceanu
Gabriel Liiceanu (Râmnicu Vâlcea, 23 maggio 1942) è un filosofo, saggista, giornalista e regista rumeno.

## Biografia
Si è laureato alla Facoltà di Filosofia dell'Università di Bucarest nel 1965, e alla Facoltà di Lingue Classiche nel 1973. Ha conseguito il dottorato in filosofia all'Università di Bucarest nel 1976.
Tra il 1965 e il 1975, Liiceanu è stato ricercatore presso l'Instituto di Filosofia e tra il 1975 e il 1989 presso l'Instituto di Storia dell'Arte. Tra il 1982 e il 1984 ha beneficiato di una borsa di studio dalla Humboldt Foundation.
È direttore della casa editrice Humanitas dal 1990 e professore presso la Facoltà di filosofia dell'Università di Bucarest dal 1992.
Liiceanu è anche membro fondatore del Gruppo per il dialogo sociale (1990) e di Alleanza Civica, presidente dell'Associazione degli editori rumeni (dal 2000) e membro del consiglio scientifico del New Europe College. Tra il 1998 e il 2001 è stato membro del consiglio di amministrazione della Televisione nazionale rumena.
Gabriel Liiceanu è stato molto influenzato dal suo mentore, Constantin Noica, specialmente durante il tempo trascorso a Păltiniş (un'esperienza che evoca nel suo famoso Jurnalul de la Păltiniş). Noica, un filosofo rumeno conosciuto all'estero e nel paese, usava portare i suoi studenti e seguaci più preziosi nella sua piccola casa a Păltiniş, dove insegnava loro quello che in seguito chiamavano "non lezioni di filosofia, ma esperienze spirituali". Un altro seguace di Noica che fu invitato a Păltiniş fu Andrei Pleşu (Liiceanu e Pleşu ancora oggi sono amici). Liiceanu si riferisce a quell'esperienza nei suoi libri come la "Scuola di Păltiniş" e il termine ha cominciato ad essere ampiamente accettato e utilizzato nella filosofia rumena, oltre che europea. Liiceanu ha continuato a pubblicare negli anni 2000, e rimane una figura dominante nella vita pubblica intellettuale rumena, con stretti legami con Andrei Pleșu, Monica Lovinescu e Virgil Ierunca. In un saggio pubblicato nel 2003, l'attivista rumeno per i diritti umani e specialista in scienze politiche Gabriel Andreescu, suggerì che Liiceanu avrebbe facilitato l'estremismo permettendo alla sua casa editrice di modificare le opere di personaggi rumeni interbellici (perseguitati dai comunisti) che Andreescu accusava di essere "ideologi dell'estremismo di destra"

## Opere

### Libri
- Tragicul. O fenomenologie a limitei şi depăşirii, 1975
- Încercare în politropia omului şi a culturii, 1981
- Jurnalul de la Păltiniş. Un model paideic în cultura umanistă, 1983
- Le Journal de Păltiniş, La Decouverte, Parigi, 1998
- Paltiniş Diary, CEU Press, Budapest e New York, 2000
- Epistolar , 1987, coautore e editore
- Apel către lichele, 1992
- Cearta cu filozofia. Eseuri , 1992
- Despre limită, 1994
- De la limite, Ed. Michalon, Paris, 1997
- Itinerariile unei vieţi: EM. Cioran urmat de Apocalipsa după Cioran. Trei zile de convorbiri - 1990, 1995
- Itineraires d'une vie: E.M. Cioran suivi de Les Continents de l'insomnie, Ed. Michalon, Parigi, 1995
- Apocalypsen enligt Cioran, Dualis Forlags, Ludvika, Svezia, 1997
- Declaraţie de iubire, 2001
- Uşa interzisă, 2002
- Om şi simbol. Interpretări ale simbolului în teoria artei şi filozofia culturii, 2005
- Despre minciună , 2006
- Despre ură, 2007
- Scrisori către fiul meu, 2008
- Întâlnire cu un necunoscut, 2010
- Întâlnire în jurul unei palme Zen, 2011
- Meeting with a Stranger

I suoi libri sono attualmente in corso di pubblicazione in Brasile dall'Editora Ecclesiae.

### Traduzioni
dal greco e tedesco:
- Platone, Commentatori aristotelici, filosofi tedeschi (Martin Heidegger, Friedrich Schelling)

### Film
- Exerciţiu de admiraţie, 1991, con Constantin Chelba (coautore)
- intervista con Eugène Ionesco, 1992
- Apocalipsa după Cioran, 1995, con Sorin Ilieşiu (coautore)

### Audiolibri
- Uşa interzisă, 2003
- Noica, 2003, con Andrei Pleșu (coautore)
- Apel către lichele, 2006
- Declaraţie de iubire, 2006
- Sebastian, mon frère. Scrisoare către un frate mai mare, 2006
- Strategii ale seducţiei. De la Romeo şi Julieta la sărutul cioranian, 2006

## Premi e riconoscimenti
- Premio dell'Unione degli Scrittori (1983) per "Il diario di Păltiniş"
- Il grande premio dell'Unione dei Registi rumeni (ex aequo, 1992)
- Il premio Libro dell'anno (2002) assegnato dalla rivista letteraria rumena per Uşa interzisă
- Il premio per la migliore traduzione (2003) per la traduzione di Essere e tempo di Martin Heidegger